# Tamgali
Kazahsztánban Almatitől 170 kilométerre északnyugatra a Su Ile hegységben a Tamgali hegyszoros környékén 48 helyszínen mintegy 5000 sziklarajz látható. A rajzok az időszámításunk előtti 14-13. századtól a 20. század elejéig vésték a sziklákba és a feltárt temetkezési helyekkel, oltárokkal együtt nagyszerű lenyomatai a pásztorkodó népek szociális életének és rituáléinak. A Tamgali hegyszoros sziklarajzait 2004-ben az UNESCO felvette a Világörökségi helyszínek listájára.

## A sziklarajzok
A Tamgali Természetvédelmi Körzet központja a Tamgali hegyszoros. A hegyszoros szikláin közel 3000 sziklarajz maradt fenn. A legrégebbi vésetek jól meghatározott tájolást követnek és minden sziklafallal szemben van olyan megfigyelőpont ahonnan a fal összes sziklarajza egyszerre látható. A Tamgali Természetvédelmi Körzet bejárását a látogatók a Karakuduk-II sírkert látogatásával kezdhetik. Ez még a hegy előtti síkságon van. Itt az ásatások során többféle gyermek és felnőtt sírt tártak fel, kövekkel elzárt urna- és dobozsírokat a bronzkorból (12-10. század Krisztus előtt), 
Tamgali sziklarajzainak első csoportja 111 alkotásból áll. Ezek zöme viszonylag nagy méretű (60-70 cm) vázlatos nem befejezett véset. 
A sziklarajzok második csoportja már jóval jelentősebb. Itt találhatók Tamgali legrégebbi bronzkori sziklarajzai. összesen 432 rajz. Ezek az vésetek nagyméretűek, mélyen és precízen vannak a sziklába vésve.  
A harmadik csoport, 444 sziklarajz, szintén bronzkori eredetű. Azonban az idők során „felújították”, átvésték ezeket.
A negyedik csoport, a szent hely központja, úgy a rajzok jelentését mint kompozícióját tekintve. Itt több mint 1000 a vaskortól a középkoron át a 19. század végéig készült sziklarajzról van szó. Kiemelkedik egy unikális pannó amelyen 7 pogány istenség és alattuk 10 harcos, valamint szülő nő és imádkozó emberek láthatók.  
Az ötödik csoport a bronzkorban keletkezett nagyjából 1000 sziklarajz. Itt a képek állatokat (bikák, vaddisznók, lovak), kocsikat, befogott tevét, harcosokat és misztikus „napfejű” embereket ábrázolnak . A sziklákon 11 istenség ábrázolás maradt meg. Ezek megismétlik a 4. csoport istenség ábráit. Ennek a sziklacsoportnak a délkeleti részén párokat láthatunk erotikus pózokban, szülő nőket, férfiakat fokosokkal a kezükben, a legfelső harmadik szinten, 80 centimétert is el érő nagy rajzokon, napfejű istenségeket. Ezeknek a sziklarajzoknak egy része 1957-ben megsemmisül, csak fényképekről ismertek.